# Arroio do Padre
Arroio do Padre is een gemeente in de Braziliaanse deelstaat Rio Grande do Sul. De gemeente telt 2.882 inwoners (schatting 2009).

## Aangrenzende gemeenten
De gemeente is een enclave en grenst alleen aan Pelotas.